# Bridgeville (Pennsylvanie)
Pour les articles homonymes, voir Bridgeville.
Bridgeville est un borough situé dans le comté d'Allegheny, en Pennsylvanie, aux États-Unis,. En 2010, il comptait une population de 5 148 habitants. Il est incorporé le 27 juillet 1901.

## Démographie
Lors du recensement de 2010, le borough comptait une population de 5 148 habitants. Elle est estimée, en 2017, à 5 023 habitants.

### Source de la traduction
- (en) Cet article est partiellement ou en totalité issu de l’article de Wikipédia en anglais intitulé « Bridgeville, Pennsylvania » (voir la liste des auteurs).